# 아데노신 이인산 리보스
아데노신 이인산 리보스(영어: allose, ADPR) 또는 ADP-리보스(영어: ADP-ribose)는 NAD+ ADP-리보실트랜스퍼레이스에 의해 형성되는 에스터 분자이다. 아데노신 이인산 리보스는 TRPM2 이온 통로에 결합하고, TRPM2 이온 통로를 활성화시킨다.

## 같이 보기
- 아데노신 이인산 (ADP)
- 리보스